# José Antonio Momeñe
Momeñe  Campo est un nom espagnol. Le premier nom de famille, en général paternel, est Momeñe ; le second, en général maternel, souvent omis, est Campo.
José Antonio Momeñe Campo né le 15 août 1940 à Abanto-Zierbena et mort à Barakaldo le 23 décembre 2010, est un ancien coureur cycliste professionnel espagnol. Son petit-fils Íñigo Elosegui est également coureur cycliste,.

## Palmarès
- 1961
  - 3e du championnat d'Espagne sur route amateurs
- 1962
  -  Champion d'Espagne sur route indépendants
  - Tour d'Andalousie :
    - Classement général
    - 2e et 4e étapes

  - 2e étape du Tour de l'Avenir
  - Circuit du Morbihan
  - Prueba Loinaz
  - 3e du Circuit de Getxo
  - 3e du championnat d'Espagne de course de côte
- 1963
  -  Champion d'Espagne sur route indépendants
  - Clásica a los Puertos de Guadarrama
  - 4e étape du Tour de l'Avenir
  - 2e de la Klasika Primavera
  - 2e du Circuit de Getxo
  - 2e de la Prueba Villafranca de Ordizia
  - 2e du GP Llodio
  - 2e du GP Ayutamiento de Bilbao
  - 2e du Tour de La Rioja
  - 2e du championnat d'Espagne des régions
- 1964
  - 2e étape du Tour d'Andalousie
  - Clásica a los Puertos de Guadarrama
  - 3eb étape du Tour de France (contre-la-montre par équipes)
  - 2e du GP Ayutamiento de Bilbao
  - 2e du GP Llodio
  - 8e du Tour d'Espagne
- 1965
  - 6e, 9e et 12e étapes du Tour de Colombie
  - 2e du championnat d'Espagne sur route
- 1966
  - 2e étape du Tour de Majorque
  - 3e étape du Tour d'Espagne
  - 8e étape du Critérium du Dauphiné libéré
  - 2e du Tour du Levant
  - 2e de la Klasika Primavera
  - 2e du Trofeo Jaumendreu
  - 4e du Tour de France
  - 5e du Tour d'Espagne
- 1967
  - GP Pascuas
  - GP Llodio
  - 3e du Tour d'Andalousie
- 1968
  - 6e étape du Tour d'Italie
  - Trofeo Elola
  - Grand Prix de Biscaye
  - 2e de Barcelone-Andorre
  - 2e des Trois Jours de Leganés
  - 2e du GP Llodio
- 1969
  - 3e de la Classique d'Ordizia
  - 3e du championnat d'Espagne sur route
  - 3e du championnat d'Espagne de course de côte

## Résultats sur les grands tours

### Tour de France
4 participations
- 1964 : abandon (8e étape), vainqueur de la 3eb étape (contre-la-montre par équipes)
- 1965 : 34e, victoire par équipes avec l'équipe Kas
- 1966 : 4e, victoire par équipes avec l'équipe Kas
- 1969 : abandon (17e étape)

### Tour d'Espagne
6 participations
- 1963 : 16e, vainqueur de la 3e étape
- 1964 : 8e
- 1966 : 5e,  maillot jaune pendant un jour
- 1967 : non-partant (15eb étape)
- 1968 : 17e
- 1969 : 29e

### Tour d'Italie
1 participation
- 1968 : abandon, vainqueur de la 6e étape